# 南疆系列爆炸案
南疆系列爆炸案1993年6月17日至9月5日，东突厥斯坦独立运动在新疆南部地区制造的一系列爆炸事件。他们在商场、集贸市场、饭店、文化场所等地制造10起爆炸案，中国官方将此事件定性为恐怖袭击。 系列爆炸案炸死2人、炸伤36人。

## 过程
6月17日，喀什市地区农机公司办公楼发生爆炸，大楼坍塌，２人死亡、７人受伤；8月1日喀什地区莎车县外贸公司录像厅爆炸，15人受伤；8月19日和田市文化宫前象棋摊爆炸，6人受伤。
此外，6月30日，叶城县公安局政保股长停放在一饭馆门前的三轮摩托车被炸；7月1日，英吉沙县2处炸弹因发现及时被排除；7月22日，自治区卫生厅工作组停放在莎车县一民族餐厅前的丰田越野车被炸；8月10日晚，喀什市红旗照相馆陈列橱窗爆炸，16日，喀什市人武部武器库房顶爆炸，均未造成人员伤亡；9月5日，英吉沙县公安局局长家门上发现爆炸装置。

## 破案
新疆维吾尔自治区公安厅厅长、两名副厅长先后坐镇南疆，采用全疆启动、统一指挥、政刑合一、整体作战的战略部署,经过一年的努力,案件相继告破,连续制造系列爆炸的是与境外有密切勾联的“东突厥斯坦民主伊斯兰党”及“伊斯兰改革者党突击队”等四个组织。
乌鲁木齐二·五爆炸案骨干阿力木江与皮山县“东突厥斯坦民主伊斯兰党”合谋，网罗一批人制造10起爆炸案。他们派专人学习电器知识,研制爆炸装置.并试制成功一批钟表、洗衣机定时器、导火索和投掷式爆炸装置。 从1993年2月开始,他们具体谋划进行爆炸、暗杀的系列活动。5月派人到乌鲁木齐打探2·5爆炸案犯的审判过程,决定在开庭之际在南疆实施爆炸,制造国际影响,对政府施加压力,阻止对2·5案犯的审判。同时,他们还拟定了暗杀名单。 当他们再次制订计划,准备前往乌鲁木齐实施爆炸暗杀行动时,其组织被警察破获。
事后查明，喀什农机公司办公楼爆炸系东突厥斯坦民主伊斯兰党所为，该党受喀什市政协副主席阿布都力米提大毛拉经济支持，他住在疏附县克拉克苏乡，在喀什市办实业、工厂、学校。学校名义上教阿拉伯语，还讲天文、地理、沙烏地阿拉伯的瓦哈比思想。该校属于政府“统招统分”。警方随即关闭了其在喀什市的工厂和语言学校。

## 评论
1993年7月江泽民批示喀什6•17系列爆炸案，给自治区党委书记宋汉良打电话：“不要光看到几个暴力恐怖犯罪，要看到背后以美国为首的西方敌对势力。对这股势力要狠狠地打，不能手软，手软是没有退路的。”为此中央对新疆派出一系列调查组。